# John Brooks (scheidsrechter)
John Edmund Brooks (Melton Mowbray, 1990) is een Engels voetbalscheidsrechter. Hij is in dienst van FIFA en UEFA sinds 2022. Ook leidt hij sinds 2021 wedstrijden in de Premier League, waar hij eerder assistent-scheidsrechter was.
Op 1 december 2021 leidde Brooks zijn eerste wedstrijd in de Engelse nationale competitie. Tijdens het duel tussen Wolverhampton Wanderers en Burnley (0–0) trok de leidsman vijfmaal de gele kaart. In Europees verband debuteerde hij op 27 juli 2023 tijdens een wedstrijd tussen FC Twente en Hammarby IF in de tweede voorronde van de UEFA Europa Conference League; het eindigde in 1–0 en Brooks trok vijfmaal een gele kaart. Zijn eerste interland floot hij op 8 september 2023, toen Saoedi-Arabië met 1–3 verloor van Costa Rica door een doelpunt van Ali Al-Bulaihi en tegentreffers van Francisco Calvo, Manfred Ugalde en Randall Leal. Tijdens dit duel gaf Brooks drie gele kaarten.

## Interlands
| Datum             | Plaats                        | Wedstrijd                  | Uitslag | Competitie             | Kreeg geel | Kreeg voor de tweede keer geel en dus rood | Weggestuurd |
| ----------------- | ----------------------------- | -------------------------- | ------- | ---------------------- | ---------- | ------------------------------------------ | ----------- |
| 8 september 2023  | Newcastle upon Tyne, Engeland | Saoedi-Arabië – Costa Rica | 1 – 3   | Vriendschappelijk      | 3          | 0                                          | 0           |
| 11 september 2023 | Loulé, Portugal               | Portugal – Luxemburg       | 9 – 0   | EK 2024 kwalificatie   | 2          | 0                                          | 0           |
| 18 november 2023  | Nice, Frankrijk               | Frankrijk – Gibraltar      | 14 – 0  | EK 2024 kwalificatie   | 1          | 0                                          | 1           |
| 13 oktober 2024   | Attard, Malta                 | Malta – Moldavië           | 1 – 0   | Nations League 2024/25 | 6          | 0                                          | 0           |

Laatst bijgewerkt op 17 oktober 2024.